# Репортаж (фильм, 2007)
«Репортаж» (исп. REC) — испанский фильм о зомби 2007 года. Так же, как и известные американские образцы жанра (например, «Ведьма из Блэр», «Монстро», «Дневники мертвецов» или «Паранормальное явление»), фильм стилизован под документальную съёмку: «дрожащая камера» находится в руках одного из персонажей и фиксирует все происходящие события. Стилизованный вариант оригинального названия фильма — [●REC] — указывает на мигающий на экране камеры знак, который сообщает о том, что ведётся запись.
Премьера фильма состоялась 29 августа 2007 года. В мировом прокате фильм собрал 30 448 914 $.
Тэглайны фильма: «Один свидетель. Одна камера» и «Прямая трансляция из ада».

## Сюжет
Телерепортёр Анхела Видаль с оператором Пабло снимают репортаж о ночной смене пожарной бригады Барселоны для передачи «Пока вы спите». Вместе с пожарным расчётом они прибывают по вызову к дому, где обнаруживают двух полицейских и около десятка жильцов, напуганных криками, раздающимися из запертой комнаты. Пожарные и полицейские вскрывают комнату и обнаруживают там полуодетую пожилую женщину в крови, которая ведёт себя неадекватно. Женщина бросается на полицейского и кусает его за шею. Раненого переносят на первый этаж, где толпятся жильцы, а спустя несколько минут туда же падает с лестничного пролёта пожарный, также со следами укуса. Оба раненых в тяжёлом состоянии, однако вынести их из дома и выйти оттуда сами герои уже не могут: дом полностью блокирован прибывшими полицейскими, которые объявляют, что из-за опасности заражения все жители должны оставаться внутри и ожидать прибытия санитарного инспектора.
Пожарный, полицейский и один из жильцов помещают раненых на склад и составляют список присутствующих. Среди них женщина с дочерью — девочка плохо себя чувствует, и её мать говорит, что у неё ангина. Анхела также узнаёт, что пёс девочки Макс недавно попал в ветеринарную клинику.

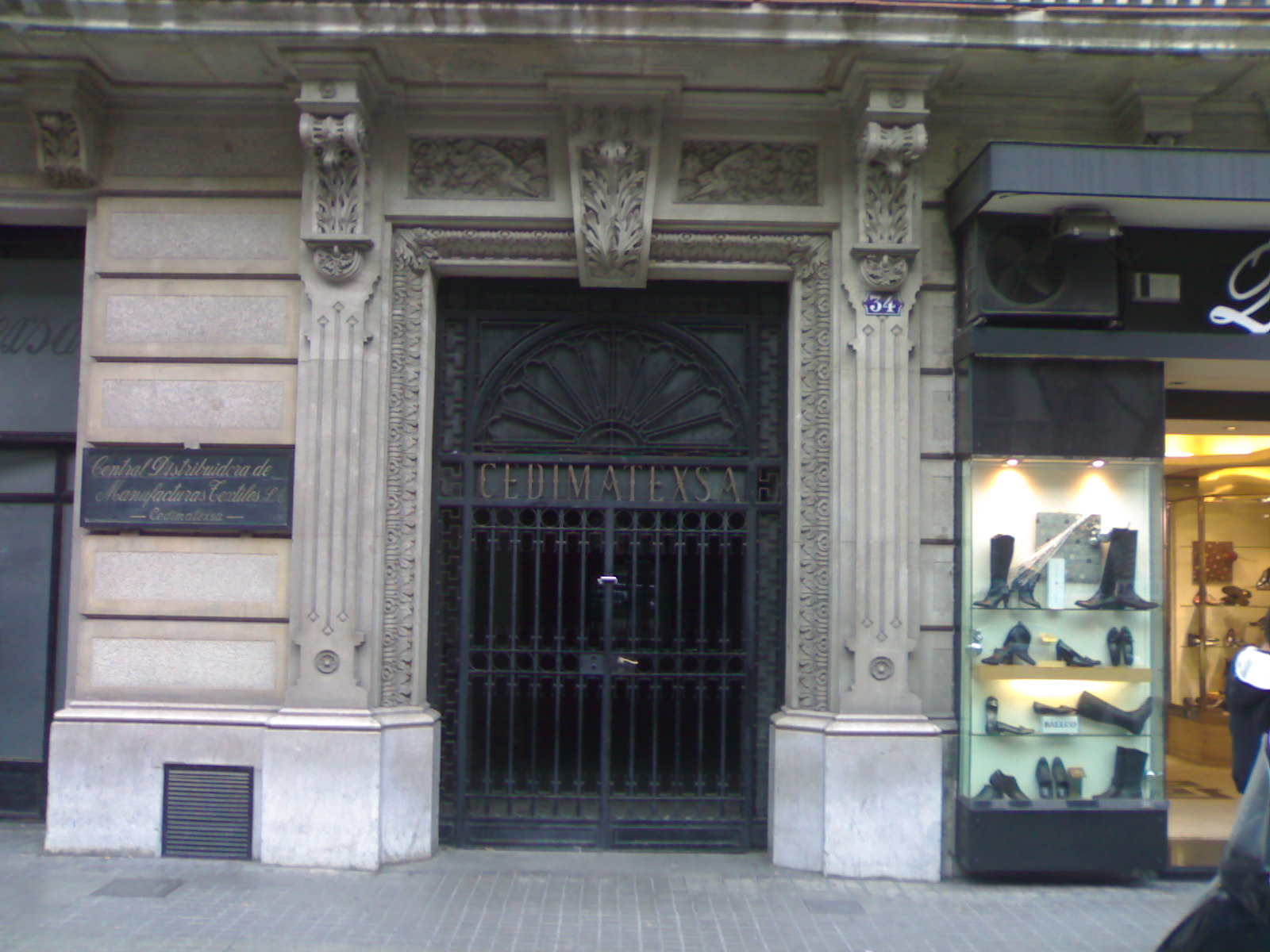
Здание в Барселоне, где проходили съёмки фильма

Прибывает санитарный инспектор в комбинезоне и маске. Он осматривает раненых и делает одному из них укол. Вдруг раненые «впадают в бешенство» и набрасываются на людей, кусая одного из жильцов. Остальные пытаются забаррикадировать дверь склада, но позже «каннибалы» все же прорываются. Инспектор объясняет причины карантина: собака, поступившая в ветеринарную клинику, стала неожиданно бросаться на других собак, и было решено временно заблокировать дом, откуда её привезли, он также называет кличку собаки: Макс.
Сразу же после этого девочка срыгивает кровью в лицо своей матери, при этом заражая её. Начинается паника, и жильцы бегут наверх по лестнице в поисках спасения. Укушенными оказываются ещё несколько жильцов, инспектор и полицейский. Анхела, Пабло и Ману проникают в квартиру председателя жилищного товарищества, у которого хранятся ключи от всех дверей дома, затем они пытаются скрыться на нежилом верхнем этаже. Пожарный задерживает бегущих за ними «каннибалов», которые кусают его.
Нежилая квартира оказывается лабораторией со множеством приборов, а также икон, распятий и вырезок из газет, повествующих о португальской девочке, в которую вселились демоны, привлёкшей внимание Ватикана. Из магнитофонной записи в квартире становится понятно, что здесь проводились попытки её исцеления, однако разработанная вакцина оказалась заразной, и было решено заблокировать девочку в одной из комнат. При осмотре квартиры Анхела и Пабло обнаруживают агрессивное существо, которое разбивает фонарь на камере — единственный источник света. Света в квартире нет, ориентироваться можно только с помощью режима ночной съёмки видеокамеры. Существо нападает на Пабло, и последнее, что фиксирует упавшая камера — ползущую по полу Анхелу, которую кто-то утаскивает в темноту.

## В ролях
| Актёр           | Роль                |
| --------------- | ------------------- |
| Мануэла Веласко | Анхела              |
| Ферран Терраса  | Ману                |
| Хорхе Серрано   | полицейский Серхио  |
| Пабло Россо     | Пабло               |
| Давид Верт      | Алекс               |
| Висенте Хиль    | пожилой полицейский |
| Марта Карбонелл | сеньора Искердо     |
| Карлос Висенте  | Гийом Маримон       |

## Награды и номинации[1]

### Награды
- 2007 — две Национальные кинопремии Испании «Гойя»: лучший женский актёрский дебют (Мануэла Веласко), лучший монтаж (Давид Гальярт)
- 2007 — 5 наград Каталонского кинофестиваля в Ситжесе: лучший режиссёр (Жауме Балагеро, Пако Пласа), лучшая женская роль (Мануэла Веласко), большая зрительская премия (Gran Premio del Público El Periódico de Catalunya) за лучший фильм, премия кинокритиков (Premio de la Crítica Jose Luis Guarner), Grand Prize of European Fantasy Film in Silver — Special Mention
- 2008 — 3 награды кинофестиваля в Жерармере: премия жюри, зрительская премия, молодёжная зрительская премия (все — Жауме Балагеро, Пако Пласа)
- 2008 — два приза на фестивале Fant-Asia: лучший европейский или северо-/южноамериканский фильм (2-е место), лучший фильм-прорыв (2-е место)
- 2008 — два приза на фестивале Fantasporto: приз зрительского жюри, международная премия фантастических фильмов (лучший фильм)
- 2008 — приз Silver Scream Award на Амстердамском фестивале фантастических фильмов
- 2008 — специальная премия Turia Awards

### Номинации
- 2007 — номинация на премию «Гойя» за лучшие спецэффекты (Давид Амбит, Энрик Масип, Алекс Вильяграса)
- 2008 — номинация на премию Европейской киноакадемии за лучший фильм по версии зрителей (Жауме Балагеро, Пако Пласа)

## Сиквелы
- 2 октября 2009 состоялась премьера Репортаж из преисподней, действие в котором разворачивается после завершения предыдущего фильма.
- 30 марта 2012 состоялась премьера Репортаж со свадьбы
- 2 января 2015 состоялась премьера Репортаж: Апокалипсис

## Ремейк
- Несмотря на то, что фильм вышел в прокат в Испании 23 ноября 2007 года, на него почти сразу же стал сниматься американский практически покадровый ремейк под названием «Карантин» (Quarantine), который вышел на экраны в октябре 2008 года.[2]